# Aphrodisium laosense
Aphrodisium laosense är en skalbaggsart som beskrevs av J. Linsley Gressitt och Yves Rondon 1970. Aphrodisium laosense ingår i släktet Aphrodisium och familjen långhorningar.
Artens utbredningsområde är Laos. Inga underarter finns listade i Catalogue of Life.